# Vilada
Vilada ist ein Ort und eine Gemeinde (municipi) mit 443 Einwohnern (Stand: 2024) in der Comarca Berguedà in der Provinz Barcelona in der Autonomen Region Katalonien. 

## Lage
Vilada liegt etwa 100 Kilometer nordnordwestlich von Barcelona in einer Höhe von etwa 755 m in den südlichen Ausläufern der Pyrenäen in der Comarca Berguedà im Norden Kataloniens. In der Gemeinde befindet sich der aufgestaute Llobregat.

## Bevölkerungsentwicklung
| Jahr      | 1960 | 1970 | 1981 | 1991 | 2001 | 2011 | 2021 |
| Einwohner | 721  | 690  | 602  | 546  | 530  | 491  | 424  |

## Sehenswürdigkeiten
- Burgruine von Roset
- Johannes-der-Täufer-Kirche
- Magdalenenkirche
- Michaeliskirche

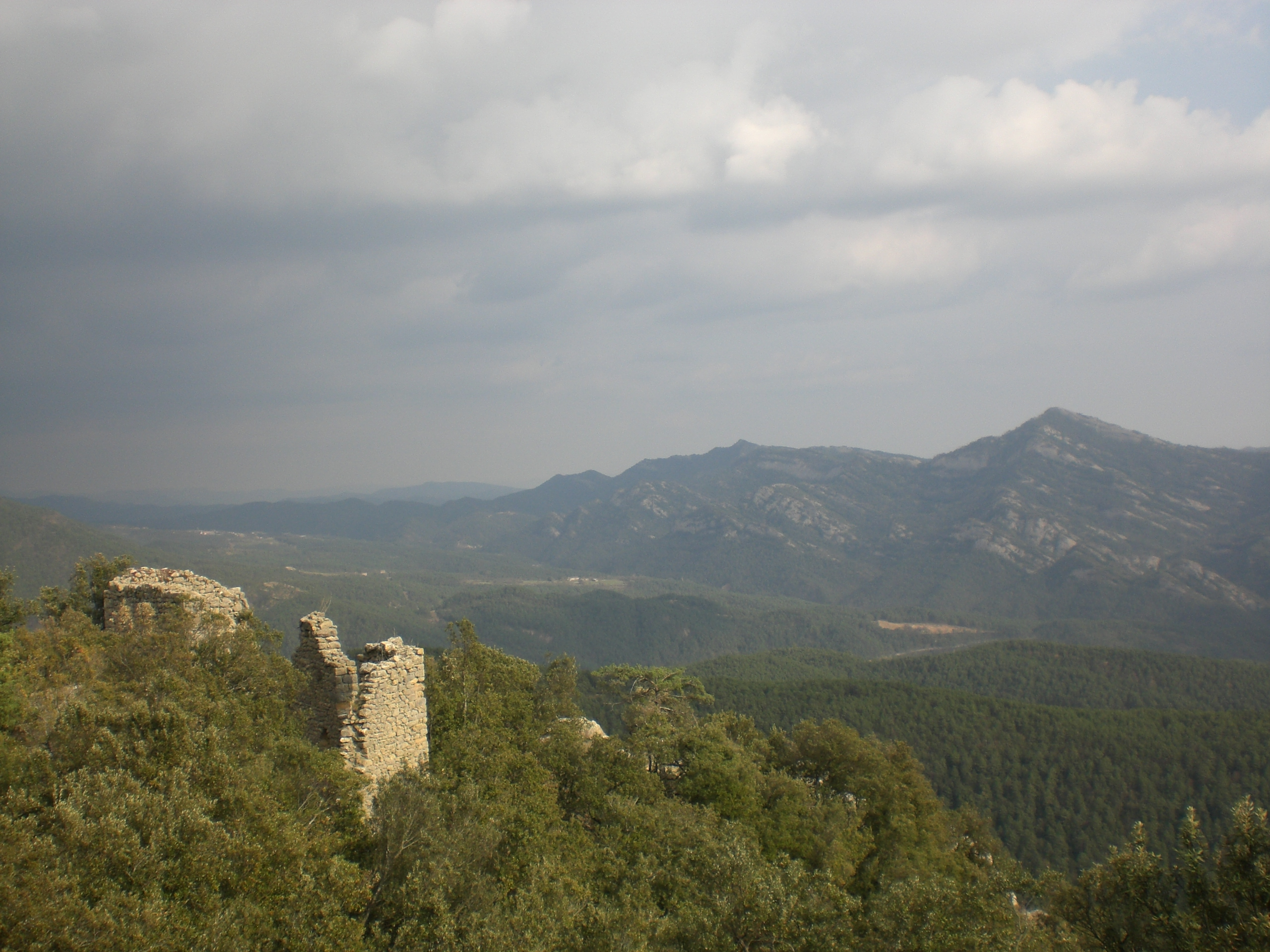
Burgruine
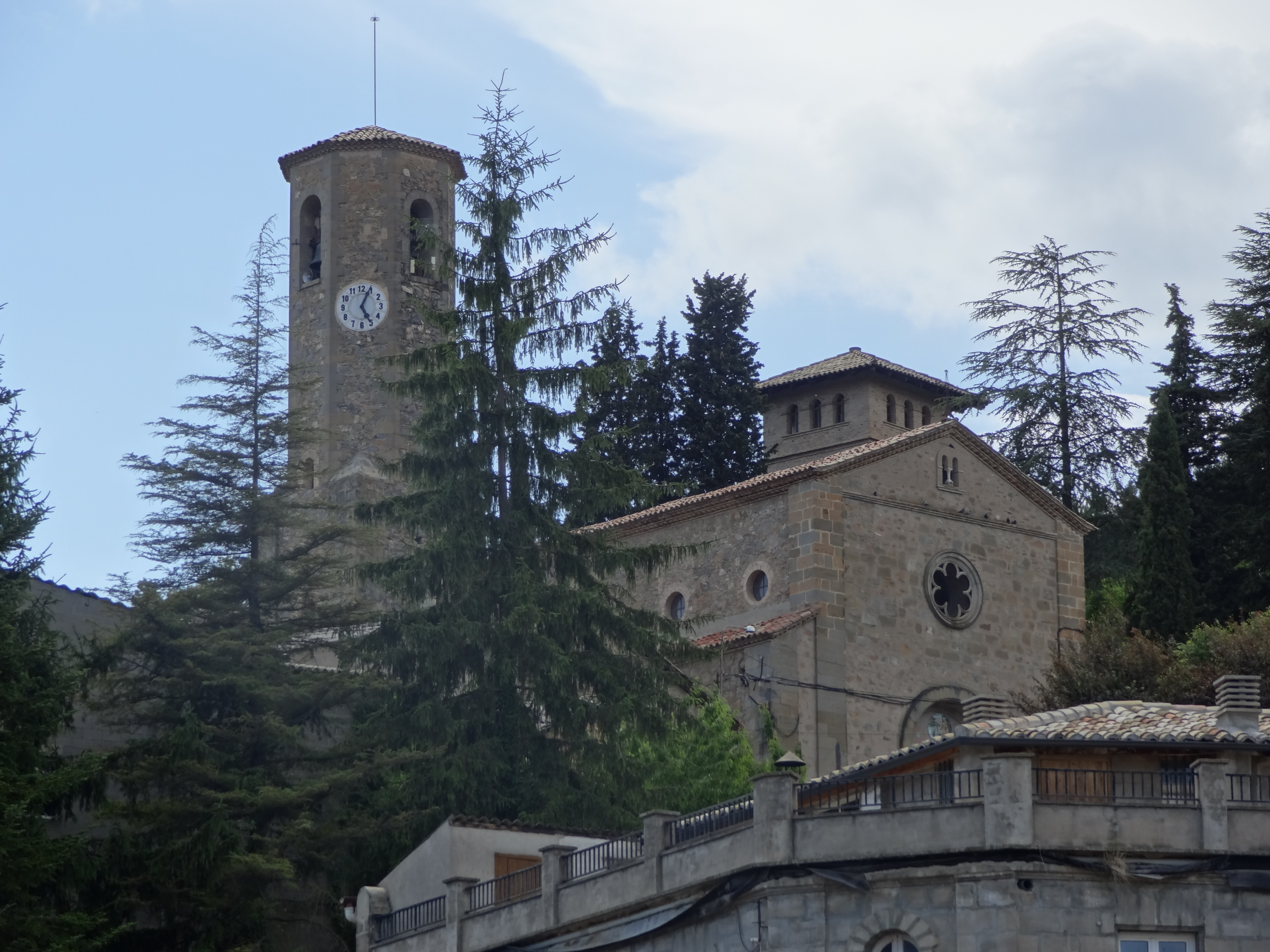
Johannes-der-Täufer-Kirche
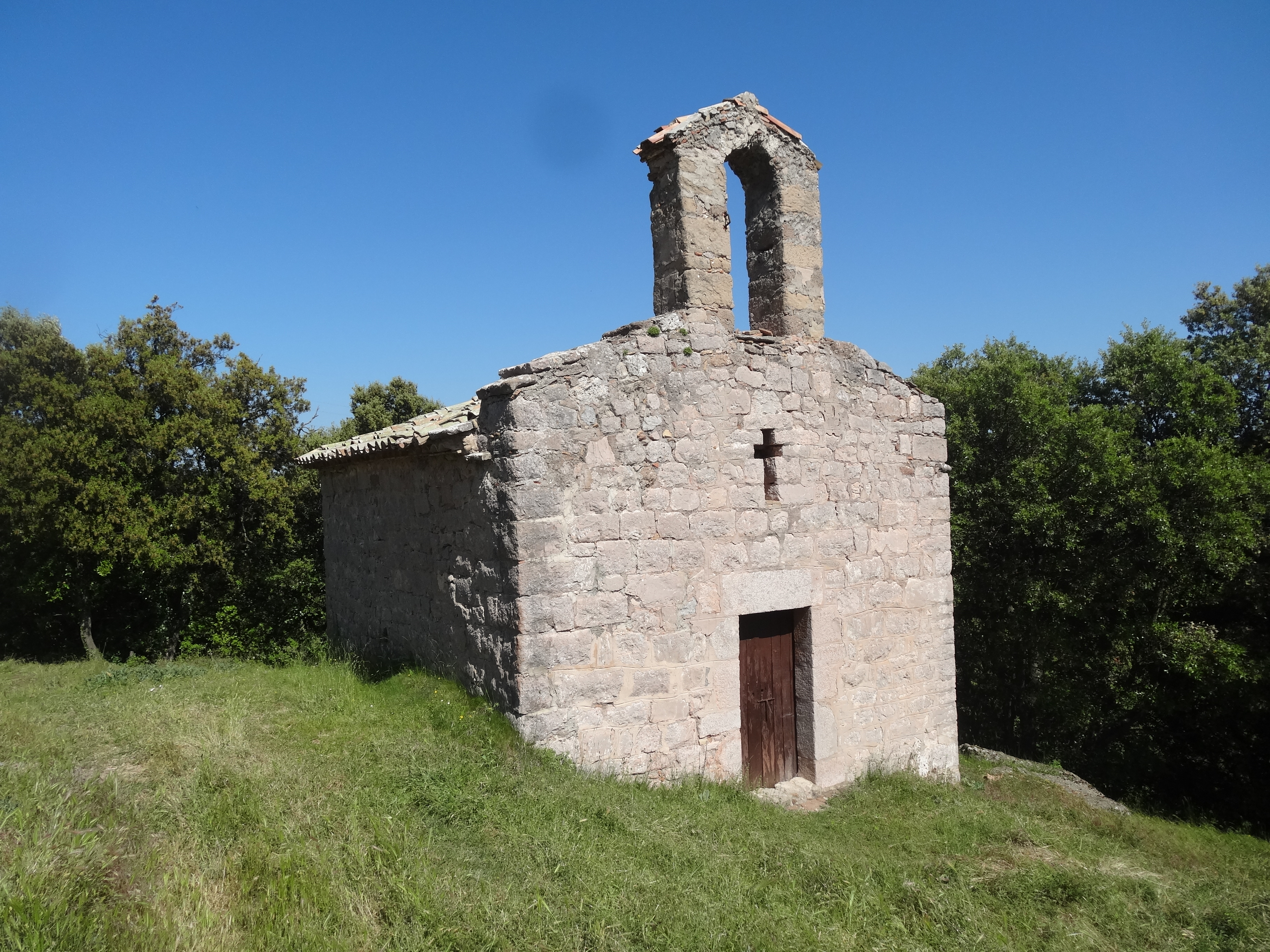
Michaeliskirche